# Neaxius trondlei
Neaxius trondlei is een tienpotigensoort uit de familie van de Strahlaxiidae. De wetenschappelijke naam van de soort is voor het eerst geldig gepubliceerd in 2005 door Ngoc-Ho.